# 抖音相关争议
抖音作为中国大陆科技公司字节跳动运营的短视频社交媒体平台，从创立之初至今，存在着各种争议性事件。

## 批评

### 营销争议
2018年3月5日，有媒体报道称，抖音平台存在大量有关冒牌货推广的短视频。对此，抖音平台回应称，将对利用平台制假售假的账号予以封禁处理。

### 新浪微博不允許转发抖音的链接
2018年3月10日起，有多名用户反映，抖音的链接转发至新浪微博后，不会出现在个人主页和信息流，仅自己可见。新浪微博方面对封杀抖音一事未作出回应，而抖音对封杀行为还没有采取反制措施。3月19日，在抖音品牌升级发布会上，抖音方面人士回应称，此次封杀影响了用户的体验。他还表示“我们欢迎市场竞争，也希望同行能以开放的心态，通过为用户提供更好的产品来公平竞争。”

### app爆紅而被黑
2018年4月9日，今日头条创始人张一鸣发文《“记录美好生活”的抖音得罪了谁？》，指出“不知什么人，居然24小时内雇了400多个微信号发一波一波拼凑黑抖音的稿子。”

### 背景音樂曾未獲授權
抖音短片因製作時間短、門檻低，為求方便，多數使用者採用的背景音樂未得到授權。2018年9月14日，抖音遭国家新闻出版署（国家版权局）約談，要求針對網路盜版音樂视频加強管理，制定相關制度，履行企業主体責任。

### “放心借”相关争议
抖音曾经推出一款“放心借”的网络贷款产品，用户凭中国大陆身份证和银行卡即可申请借款，但年利率远超银行标准。
如果用户借款后抖音账号被封禁而无法正常登录，用户可拒绝还款。

### 内容与审核争议
由于上传视频的门槛较低，加上视频时间要求短，网友们为了吸引关注度，做起了一些高难度或猎奇的动作来获得关注。2018年3月，湖北武汉一位父亲拉着两岁的女儿模仿抖音短视频中的高难度翻跟头动作，不慎导致女儿颈椎严重受损。此前有一男生拉着女生的手翻转180度动作的短视频也受到了不少情侣的争相模仿。3月19日晚，抖音短视频通过官方微博发布声明称，已经注意到部分用户模仿动作时发生意外的事件，并提醒用户不要轻易模仿高难度动作，同时表示正着手改进产品功能，计划上线“风险提示系统”。
2018年3月16日，中华人民共和国国家新闻出版广电总局下发一份特急文件《关于进一步规范网络视听节目传播秩序的通知》，规定禁止用户非法抓取、剪拼改编视听节目，并严格管理包括网民上传的类似重编节目，同时要求加强对各类节目接受冠名、赞助的管理。該通知发出后，有部分人士认为抖音会因该事件受到不同程度的影响。对此，广电总局广播电视发展研究中心微信公号发布文章《网络视听节目新规，怎样理解更靠谱？》作出官方解读，称《通知》并非如网上某些文章所言“禁止改编视听节目”，而是给出了明确清晰的界定，即“不给存在导向问题、版权问题、内容问题的剪拼改编视听节目提供传播渠道”。另外，有民众反映称，抖音涉嫌在没有“网络视听许可证”资质的情况下赞助《这就是街舞》《明星大侦探》等网络节目，而抖音并没有对此给予明确的答复。
2021年10月17日，抖音用户发表以“狂欢的背后，不可忽视的危机感”为题的个人“反思”性质的视频遭到抖音删除。

### 投放廣告之爭議
2018年6月6日，抖音在搜索引擎搜狗投放廣告出現「邱少云被火燒的笑話」，涉及朝鲜战争中中国人民志愿军士兵邱少云，被认为违反了《英雄烈士保护法》等法律法规，北京市網信辦、市工商局随后啟動行政執法程序，對抖音、搜狗違法違規行為進行立案查處。同日，字节跳动公司发表声明表示未认真审核第三方提供的关键词包，未能过滤相关内容导致严重疏漏。相关投放已经全部暂停，并对推广团队总经理和项目负责人作停职处理，同时就此事表示歉意，在全公司面向全体员工发起英烈教育。
2018年7月1日，北京市网信办约谈抖音，要求抖音立即启动专项整改。抖音公司负责人表示已严格按照监管部门的要求进行整改，同时自行暂停广告业务。

### 易成癮问题
《西班牙国家报》报道称，抖音在中国的风靡程度堪比“口袋妖怪GO”，22%的用户每天在抖音上花费的时间超过1小时。對此，經營今日头条的字節跳動公司也意识到了这个问题，因而引入防沉迷机制。用户可在使用抖音时间过长时，由系统将自动提醒用户注意休息。在这一基础上，抖音还将上线“时间锁”的功能。具体功能说明为：如果用户单日累计时间达到设定时长，系统将自动锁定，用户需要输入密码才能继续操作。

### 隐私权争议
2019年3月24日，据江苏媒体《扬子晚报》报道，一位博士生小凌在春节期间使用抖音时，在“关注”列表中发现大量好友被推荐为“可能认识的人”并提示关注。小凌认为这一行为涉嫌侵犯隐私，在北京互联网法院起诉抖音的运营方北京微播视界科技有限公司，要求被告方立即停止侵犯原告隐私权的行为，同时赔偿经济损失6万元，随后法庭进行了立案。该案在一年后的2020年7月30日一审宣判，抖音一审败诉，存在侵害用户个人信息的情形。该案也成为《中华人民共和国民法典》颁布后，体现民法典保护互联网时代公民个人信息权益的典型案件。对此，字节跳动法务相关负责人表示，抖音上的用户通讯录信息是由用户授权上传的，抖音一直遵循相关监管机构对于网络运营者留存数据时间的要求。对于法院的一审判决，抖音会提起上诉。

### 干預播音語言爭議
據報導首先在2020年3月25日的時候，該平台上一以發佈講解粤语影片為主的粵語自媒體，在直播時被指「違反直播行為規範」而被禁播，整改建議是「請盡量使用普通話」，引發關切。而自媒體在聯繫抖音的官方人員溝通時，對方表示「暫時處理方法是說粵語的時候夾雜幾句普通（話）」即可破解。但據悉，這不是該自媒體首次被禁播。而抖音另一粵語自媒體亦表示，3月27日時其上載影片，都收到「請盡量說普通話，照顧一下來自五湖四海的觀眾」的系統警告。有很多網友對禁播事件表示驚訝和痛心，指不明白為何粵語會遭遇如此對待。有網友以廣東話口語稱「使唔使咁啊（用不用這樣）」、「果日睇住直播就係咁樣（當日看著直播就是如此）」抗議禁播，又有人指不少廣東話抖音用戶都反映相同情況。
到2022年10月，平台再疑似透過限流及禁號等手段，禁止平台主播使用粵語進行直播，引起大批粵語播主不滿。有被平台稱「違反直播行為規範」因而禁播的中國大陸粵語主播表示，被封號前在直播時曾被平台通知「請盡量說普通話，照顧一下來自四海的觀眾」。對此抖音客服人員證實，若長時間用粵語直播，可能面臨被封鎖的風險，引起相關網絡受眾的不滿與怒轟。對於有在平台直播講粵語的主播表示，系統會彈出「直播中包括無法識別的語言和文字」，廣州區伯接受美國之音採訪時表示，所謂的無法識別語言只是借口，指出在平台上載粵語內容的時候，系統都可以自動翻譯、配上字幕。

## 各地區服務被限制情況

### 中国大陆
- 2018年4月1日，經央视新闻报道，快手和火山小视频等视频平台存在未成年孕妇、未成年妈妈和未成年二胎妈妈主播等乱象[27]，并点名今日头条旗下火山小视频[28]。4月4日，广电总局宣布，严肃约谈了“今日头条”、“快手”两家网站主要负责人[27]。总局责令两家网站立即采取全面清查库存节目，对认为是低俗、暴力、血腥、色情、有害问题节目要立即下线；停止新增视听节目上传账户，全面排查现有账户，采取关停上传功能、永久封号等处理措施；追究播出违法违规有害视听节目的网站审核人员、主管人员责任；确保未经审核的节目不得播出。当晚，今日头条、快手两家网站对广电总局提出的“整改措施”作出回应，均表示致歉，并暂停新用户上传视频。4月5日，被批评的快手、火山小视频的安卓版从各大应用商店下架。
- 2018年4月10日，广电总局责令今日头条永久关闭内涵段子。该日夜，内涵段子的用户大量涌入抖音，并迅速占领了视频评论区[29][30]。次日，抖音官方表示“为更好地向用户提供服务”，抖音将对系统进行全面升级，届时暂停直播与评论功能，待升级完毕后会恢复。据官方介绍，此次系统升级将“进一步提高内容审核标准，优化审核流程，加强对平台内容的管理”。
- 2018年4月18日，北京市工商局海淀分局对抖音经营主体北京微播视界科技有限公司进行约谈。约谈会上，抖音负责人反馈了调查情况，表示针对平台涉嫌违规内容已采取删除、封禁措施，并添加违禁关键词。海淀区工商分局向企业发布行政提示书，并提出一些建议[31]。
- 2018年8月14日，国家廣播電視總局发布消息称，要求北京市文化市場行政執法總隊根據《互聯網視聽節目服務管理規定》，對抖音所屬的北京微播視界科技有限公司發布警告和罰款的行政處罰，同时要求该公司在已開展整改工作的基礎上，“不斷升級有效管用的管理辦法，無死角清除存量問題節目，堅決遏制突出問題節目死灰復燃，嚴密管控新增變種問題節目”[32]。
- 2021年1月8日，全国“扫黄打非”工作小组办公室官方微信公众号发布消息称，根据群众举报线索，北京市“扫黄打非”办公室指导北京市文化市场综合执法总队对抖音平台进行约谈，对其传播淫秽色情低俗信息行为作出顶格罚款的行政处罚。经调查，抖音平台中个别主播在直播中存在性挑逗、性暗示和抽烟、说脏话等行为，部分直播间评论弹幕存在低俗内容；个别主播直播的游戏未经审批，且含有血腥、暴力、恐怖等内容；部分主播和平台用户通过发布微信号、二维码等方式引流到其他平台进行违法违规活动。经执法人员勘验取证，相关内容属于“宣扬淫秽、赌博、暴力或者教唆犯罪”、“危害社会公德或者民族优秀文化传统”。北京市文化执法部门依法对抖音平台运营公司北京微播视界科技有限公司作出行政罚款的处罚，责令立即改正有关违法行为，并要求该公司严格落实主体责任，加强内容管理，对发布色情内容及引流信息的用户坚决予以封禁。据统计，全国“扫黄打非”办公室举报中心在2020年共接到反映涉抖音平台传播色情低俗信息的举报线索900余条[33]。

### 台湾
在台湾，使用蘋果App Store或Android的行動裝置用戶除使用其他手段，僅能下載使用海外版TikTok，無法下載中國大陆版抖音。2021年9月限制台灣用戶使用直播評論功能，僅直播主能看見，尚未確定開放時間。

### 韩国
自2020年7月12日开始，韩国抖音用户面向中国大陆的账号因不明原因被封锁，导致用户无法观看韩流明星在其抖音账号上发布的作品和动态，但其海外版TikTok帐号则运作正常。据中国当地人士分析，这可能与中国因萨德事件而推出的限韩令，导致其限制韩流的网络控制等技术原因有关。